# Brasão de armas da Finlândia
O Brasão de armas da Finlândia é composto por um leão coroado num campo vermelho, sobre uma espada, a pata dianteira substituída por uma mão blindada brandindo também uma espada. Oficial apenas desde 1978, o brasão de armas foi originalmente criado por volta do ano 1580.
O brasão de armas nacional foi finalmente oficializado em 1978, quando a lei de 26 de Maio de 1978 (381/78) descreveu o brasão de armas da seguinte forma: Num campo vermelho, um leão coroado, em que a pata dianteira é substituída por uma mão brandindo uma espada, em que este está sobre outra espada, e coroado e armado, o leão provido de guarda, armas e armaduras guarnecida a ouro, as pás e as armaduras de prata, o campo coberto com nove rosas de prata.
O brasão de armas aparece na bandeira finlandesa. O leão finlandês também é usado numa ampla variedade de emblemas de diferentes entidades estatais, muitas vezes modificado para descrever as atribuições da unidade ou da autoridade. Por outro lado, os municípios e as regiões costumam usar motivos heráldicos retirados de outro lugar, deixando o leão para utilização do estado.